# Rocks for Real
Rocks for Real è il secondo album dei Boohoos, prodotto dalla Electric Eye di Claudio Sorge nel 1989 e ristampato dalla Minotauro nel 2013.
Oltre ai brani scritti dai Boohoos, l'album comprendeva una cover di Suffragette City di David Bowie.

## Tracce
Lato A
1. A Fab 'n' Mad/Heartbeat City
2. Bad Loser
3. King's Promenade
4. Soldier Of Fortune
5. Bangkok (Love Shock)

Lato B
1. Take It For Love
2. For Absent Friends
3. Catwoman
4. Suffragette City